# Dārjūneh
Dārjūneh (persiska: دارجونه) är en ort i Iran.   Den ligger i provinsen Chahar Mahal och Bakhtiari, i den centrala delen av landet, 500 km söder om huvudstaden Teheran. Dārjūneh ligger 1 559 meter över havet och antalet invånare är 667.
Terrängen runt Dārjūneh är huvudsakligen kuperad, men åt sydväst är den bergig. Dārjūneh ligger nere i en dal.Runt Dārjūneh är det ganska glesbefolkat, med 38 invånare per kvadratkilometer. Närmaste större samhälle är Lordegān, 4,3 km öster om Dārjūneh. Omgivningarna runt Dārjūneh är i huvudsak ett öppet busklandskap.